# Kris Twardek
Kris Twardek (* 8. března 1997, Kanada) je česko-kanadský fotbalový útočník a mládežnický reprezentant České republiky.
Narodil se v Kanadě, otec Jiří pochází z Bohumína a do Kanady odešel v roce 1989. Matka je Kanaďanka. Jeho starší bratr Will Twardek je také fotbalista.

## Klubová kariéra
S fotbalem začínal v kanadském klubu West Carleton Soccer Club, v devíti letech přestoupil do týmu Ottawa South United Team.
V dorosteneckém věku odešel do Evropy, aby rozvíjel svůj fotbalový talent v silnější konkurenci – v červnu 2013 po absolvování střední školy Ottawa South United Academy přišel do Londýna. Začlenil se do mládežnického týmu místního klubu Millwall FC.

## Reprezentační kariéra
V roce 2013 poslal své video na Fotbalovou asociaci České republiky, která ho pozvala na testy. Trenéři jej pak zařadili do české reprezentace U17 pro kvalifikační utkání proti Izraeli v říjnu 2013.

V dubnu 2015 si připsal první start za českou osmnáctku v zápase Slovakia Cupu proti Saúdské Arábii (výhra 2:1).